# Helsinge ångbryggeri
Helsinge ångbryggeri i Ljusne i Hälsingland är ett mikrobryggeri, som i mars 2004 fick fram sitt första öl för leverans. Ölet var Helsinge pilsener, och premiären gick till The Ardbeg Room (numera Ardbeg Embassy) på Västerlånggatan i Stockholm.
Helsinge Ångbryggeri brygger öl i tysk tradition. Ölen är ofiltrerad och opastöriserad och behåller därigenom sin friska smak. Det var just ofiltrerad och opastöriserad öl som marknadsfördes som Färsköl av Gamla Stans bryggeri.
På Stockholm beer and whisky festival 2005 tog Helsinge ångbryggeri en guldmedalj med sitt Helsinge rököl och ett silver med Helsinge dunkel.

## Historia
Bryggmästare Peter Orest startade verksamheten på Faxeholmen i Söderhamn 2004. Efter några år i Söderhamn flyttade han verksamheten till Ljusne där de håller till idag. 
Peter Orest var tidigare bryggmästare på Gamla Stans bryggeri, och låg bland annat bakom deras färsköl.  När Gamla Stans bryggeri på Skeppsbron i Stockholm lades ner flyttade han upp till Hälsingland för att starta eget bryggeri.